# هادی دحان
هادی دحان (انگلیسی: Hadi Dahane؛ زادهٔ ۱۹۴۶) بازیکن سابق فوتبال اهل مراکش است.
وی عضو تیم ملی فوتبال مراکش در جام جهانی فوتبال ۱۹۷۰ بوده است.